# Myrtandspindel
Myrtandspindel (Erigone dentigera) är en spindelart som beskrevs av O. Pickard-Cambridge 1874. Myrtandspindel ingår i släktet Erigone och familjen täckvävarspindlar. Arten är reproducerande i Sverige. Inga underarter finns listade i Catalogue of Life.